# Heike monogatari (serie animata)
Heike monogatari (平家物語? lett. "Il racconto della famiglia Taira"), conosciuta anche con il titolo internazionale The Heike Story, è una serie anime prodotta dallo studio di animazione Science Saru in 11 episodi nel 2021. La serie è tratta dalla traduzione di Hideo Furukawa dell'omonimo romanzo storico giapponese del XIV secolo ambientato nel periodo Kamakura, teatro di sanguinosi scontri tra i potenti clan Taira e Minamoto. È stata pubblicata settimanalmente sul servizio streaming FOD di Fuji TV e su Funimation dal 15 settembre 2021 e verrà trasmessa in chiaro su Fuji TV dal gennaio 2022.
La serie è la prima opera della regista giapponese Naoko Yamada dopo le sue collaborazioni presso lo studio di animazione Kyoto Animation.

## Trama
La storia è ambientata in Giappone durante la devastante guerra civile Genpei (1180-1185). Da quando il padre è stato ucciso da alcuni sostenitori del clan Taira la giovane orfana conosciuta con il nome di Biwa (dal nome dello strumento che suona) è costretta a viaggiare per il Giappone come menestrello per guadagnarsi da vivere. Biwa, che ha la straordinaria capacità di vedere frammenti del futuro, ha una visione in cui il clan Taira cadrà in rovina. Quando confida la profezia a Taira no Shigemori il primogenito e legittimo erede del clan, lui invece di ucciderla la accoglie nella famiglia, con la speranza che con il suo potere sia possibile evitare questo terribile destino. Da quel momento Biwa seguirà la parabola della gloria dei Taria conservando la memoria delle loro gesta in modo da perpetuarne il ricordo con il suo canto.

## Personaggi
Biwa (びわ?)
Doppiata da: Aoi Yūki
È la figlia di un biwa hōshi (un suonatore di liuto cieco), che viene ucciso dagli agenti dei Taira dopo che Biwa li insulta involontariamente. Si veste come un ragazzo e ha un occhio verde e uno marrone che le permettono di vedere nel futuro.
Taira no Kiyomori (平清盛?)
Doppiato da: Tesshō Genda
È il capo del clan Taira ed esercita ancora il potere anche se è diventato monaco. Il suo carattere mutevole e imprevedibile causa problemi al clan e al suo figlio maggiore ed erede, Shigemori. Gli altri suoi figli sono Munemori, Tomomori, Tokuko e Shigehira.
Taira no Shigemori (平重盛?)
Doppiato da: Takahiro Sakurai
È il figlio maggiore di Kiyomori e contrariamente a suo padre è equilibrato e responsabile. Ricopre le cariche di ministro di palazzo e comandante militare ed ha quattro figli: Koremori, Sukemori, Kiyotsune e Arimori. Anche lui, come Biwa ha occhi di colore diverso che gli danno il potere di vedere gli spiriti dei morti. Viene chiamato con disprezzo "il Signore delle Lanterne" perché mantiene la sua casa molto illuminata durante la notte.
Taira no Tokuko (平徳子?)
Doppiata da: Saori Hayami
È la sorellastra di Shigemori, che diventa amica di Biwa. Dopo essere data dal padre in sposa al principe Norihito, futuro imperatore Takakura, per consolidare ancora di più il potere del clan, ne partorirà l'erede, l'imperatore bambino Antoku, il quale avrà un tragico destino.
Imperatore Go-Shirakawa (後白河法皇?)
Doppiata da: Shigeru Chiba
Settantasettesimo imperatore del Giappone. In accordo con la tradizione, raggiunta una certa età ha vestito l'abito talare lasciando il trono al figlio Norihito, ma viene costretto a riprendere il proprio ruolo a seguito della morte prematura del figlio e dell'atteggiamento egemonico dei Taira nei confronti degli altri clan. Malgrado sia costantemente ai ferri corti con Kiyomori è tuttavia molto affezionato alla nuora e al nipote, e cercherà fino all'ultimo di salvare loro la vita.

## Episodi
| Nº | Titolo italiano (traduzione letterale) Giapponese 「Kanji」 - Rōmaji                                                 | In onda           | In onda |
| Nº | Titolo italiano (traduzione letterale) Giapponese 「Kanji」 - Rōmaji                                                 | Giapponese        |         |
| 1  | Se non appartieni agli Heike non sarai una persona 「平家にあらざれば人にあらず」 - Heike ni arazareba hito ni arazu | 16 settembre 2021 |         |
| 2  | La gloria del mondo corrotto è un sogno in un sogno 「娑婆の栄華は夢のゆめ」 - Shaba no eiga wa yume no yume         | 23 settembre 2021 |         |
| 3  | L'incidente di Shishigatani 「鹿ケ谷の陰謀」 - Shishigatani no inbō                                                  | 30 settembre 2021 |         |
| 4  | Relazione non scritta 「無文の沙汰」 - Mumon no sata                                                                 | 7 ottobre 2021    |         |
| 5  | Battaglia sul ponte 「橋合戦」 - Hashi kassen                                                                        | 14 ottobre 2021   |         |
| 6  | Transizione della città 「都遷り」 - Miyako utsuri                                                                   | 21 ottobre 2021   |         |
| 7  | Kiyomori, muore 「清盛、死す」 - Kiyomori, Shisu                                                                     | 28 ottobre 2021   |         |
| 8  | Lasciando la capitale 「都落ち」 - Miyako Ochi                                                                       | 4 novembre 2021   |         |
| 9  | Heike che scorre 「平家流るる」 - Heike Nagaruru                                                                     | 11 novembre 2021  |         |
| 10 | Dan-no-ura 「壇ノ浦」 - Dan-no-ura                                                                                   | 18 novembre 2021  |         |
| 11 | La fugacità delle cose mondane 「諸行無常」 - Shogyō Mujō                                                            | 25 novembre 2021  |         |